# Pădurile montane xerice Tibesti-Jebel Uweinat

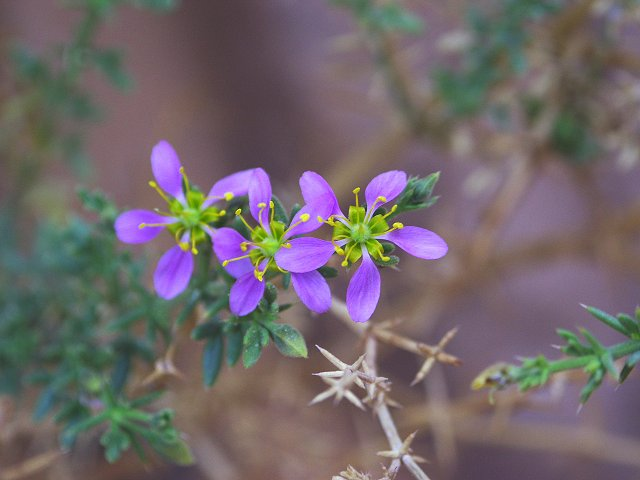
Fagonia arabica pe Jebel Uweinat

Pădurile montane xerice Tibesti-Jebel Uweinat sunt o ecoregiune de deșerturi și tufărișuri xerice⁠(d) din estul Saharei. Ecoregiunea pădurilor ocupă două regiuni muntoase separate, acoperind porțiuni din nordul Ciadului, sud-vestul Egiptului, sudul Libiei și nord-vestul Sudanului.

## Descriere
Ecoregiunea acoperă 82,200 kilometri pătrați (31,738 mi2) în munții vulcanici Tibești din Ciad și Libia și vârful Jebel Uweinat⁠(d) de 1932 m la granița dintre Egipt, Libia și Sudan. Clima este aridă⁠(d) și subtropicală, dar poate ajunge la 0°C la cele mai mari altitudini în timpul iernii. Precipitațiile sunt neregulate, dar mai regulate decât în deșertul înconjurător, iar multe dintre vadurile inferioare sunt udate de ploaia care cade mai sus.

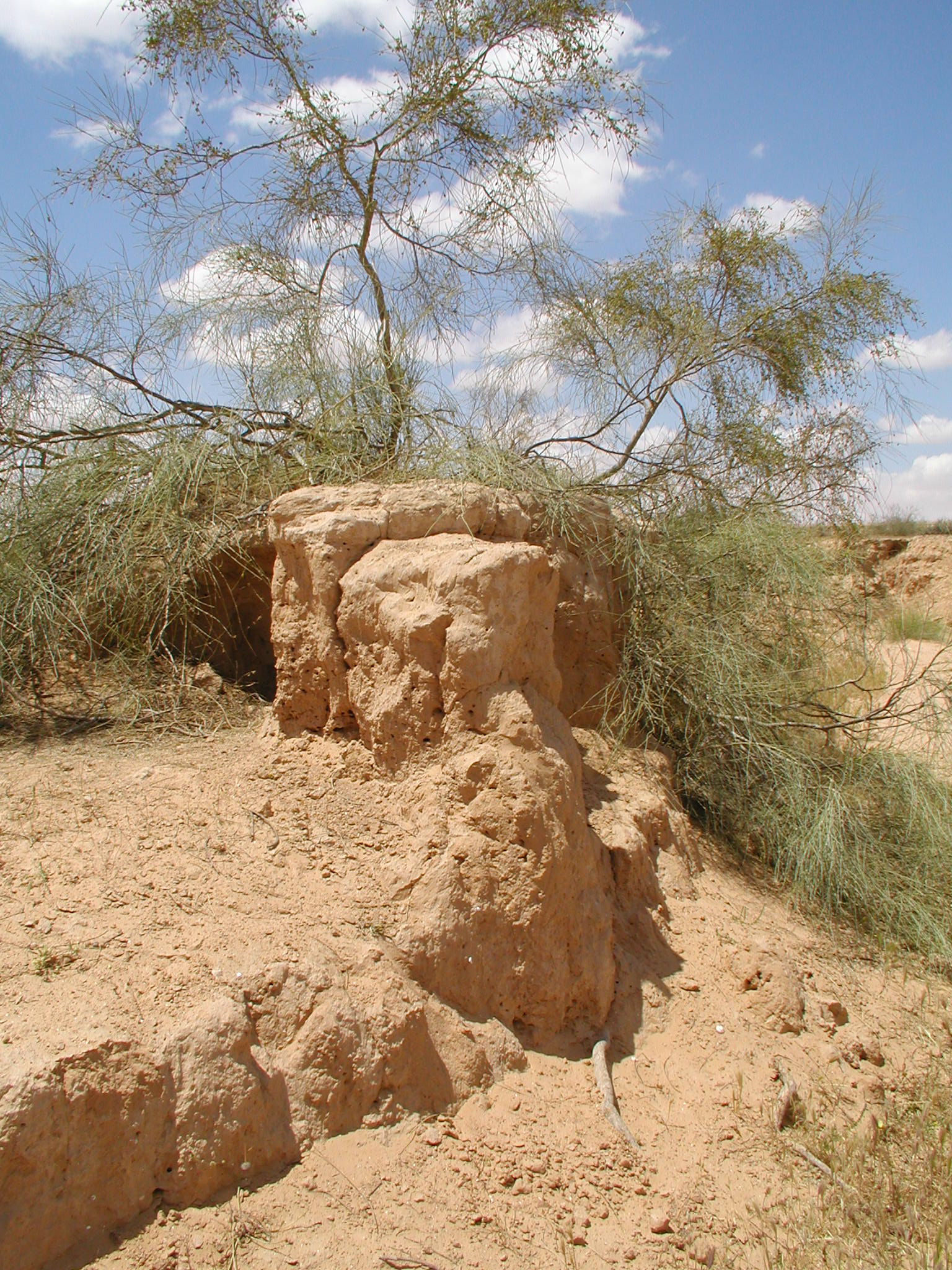
Arborele Tamarix apare în această ecoregiune.